# Büttelborn
Büttelborn è un comune tedesco di 14 992 abitanti,, situato nel land dell'Assia.